# Ambriz
Ambriz è un comune dell'Angola situato nell'omonimo municipio appartenente alla provincia del Bengo. Ha 16 611 abitanti (stima del 2006).
La maggioranza della popolazione è di origine Bakongo, ma sono presenti anche discendenti dei coloni portoghesi, e un buon numero di abitanti appartenenti alle etnie Ovimbundu and Kimbundu.
La pesca è l'attività tradizionale della zona, affiancata dall'agricoltura. In passato Ambriz fu sede di una azienda di assemblaggio di piattaforme petrolifere che andò distrutta nel corso della guerra del 1992. Recentemente l'attività ha ripreso a funzionare dando lavoro a molti giovani.

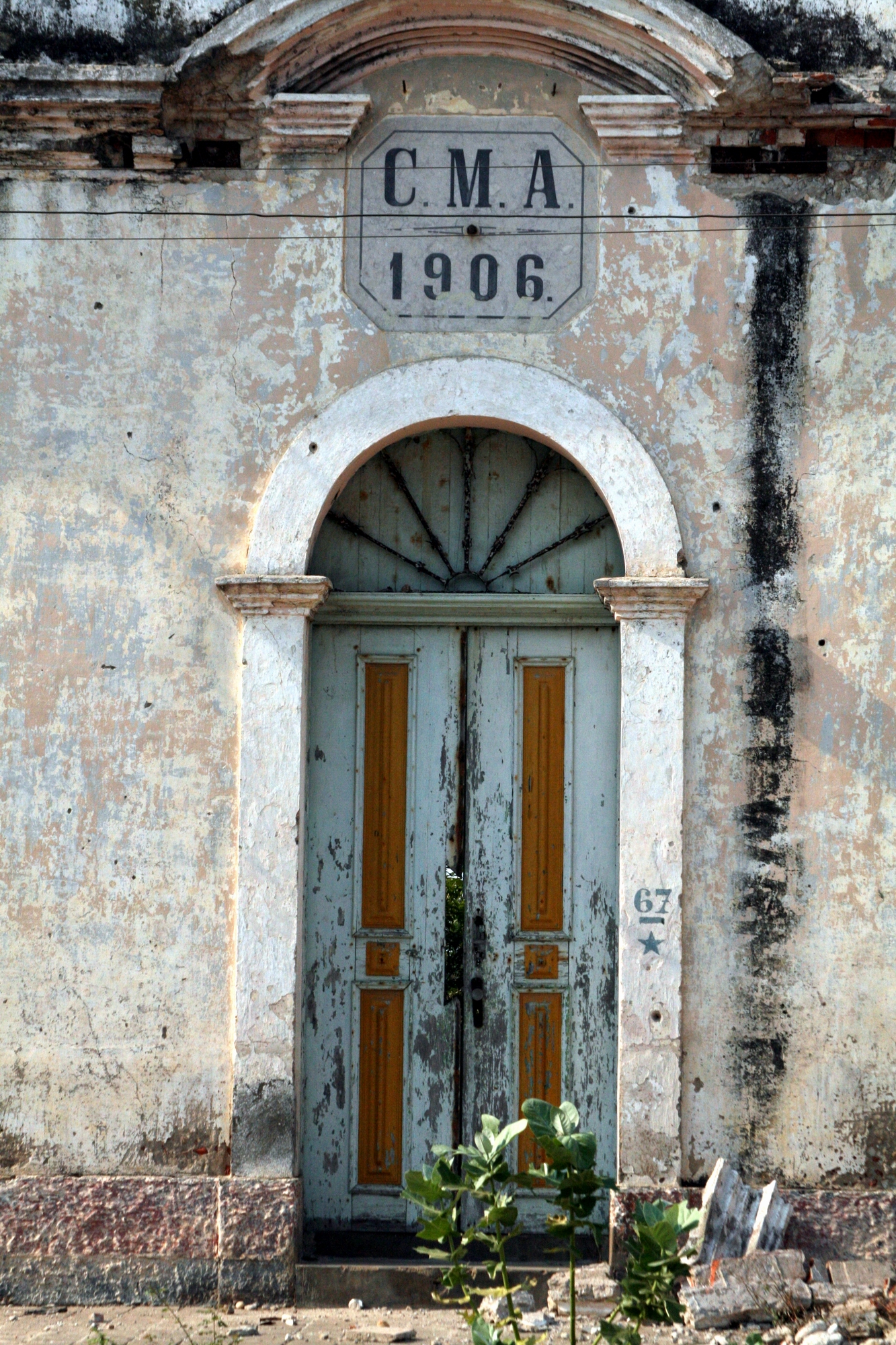
Il vecchio edificio scolastico di Ambriz